# Дорога с односторонним движением (фильм)
«Дорога с односторонним движением» (англ. One Way Street) — фильм нуар режиссёра Уго Фрегонезе, который вышел на экраны в 1950 году.
Фильм рассказывает о работающем на банду грабителей враче (Джеймс Мейсон), который обманным путём забирает у неё украденные 200 тысяч долларов, после чего вместе с влюблённой в него подружкой гангстера (Марта Торен) скрывается в отдалённой мексиканской деревне. Однако, когда он, казалось бы, уже начал праведную жизнь провинциального врача и нашёл своё счастье в личной жизни, прошлое настигает его неожиданным путём.
Значительная часть действия картины происходит в Мексике, что относит её в категорию «мексиканских нуаров» наряду с такими картинами, как «Большая кража» (1949), «Где живёт опасность» (1950), «Женщина его мечты» (1951), «Опасность» (1953) и «Очевидное алиби» (1954). Мексиканская деревня, в которой происходят многие события фильма, была полностью построена на натурной съёмочной площадке кинокомпании Universal-International.

## Сюжет
После ограбления банка, в ходе которого было похищено 200 тысяч долларов, главарь банды Джон Уилер (Дэн Дьюриа) вместе со своей подругой Лорой (Марта Торен), работающим на него доктором Фрэнком Мэтсоном (Джеймс Мейсон) и двумя подручными ожидает на квартире прибытия остальных членов банды. Мэтсон перевязывает руку одному из раненых бандитов по имени Олли (Уильям Конрад), после чего даёт Уилеру по его просьбе таблетку от головной боли. После этого Мэтсон молча забирает свой медицинский саквояж, а также сумку с награбленным и собирается уйти. На немой вопрос поражённого такой наглостью Уилера Мэтсон отвечает, что только что в таблетке, которую тот только что проглотил, содержится смертельный яд, который начнёт действовать через некоторое время. И если Уилер сейчас убьёт доктора или помешает ему уйти, то никогда не узнает, где и как получить противоядие и неминуемо погибнет в течение нескольких часов. После этого доктор выходит из комнаты, обещая через некоторое время позвонить и сообщить, где находится антидот. Уилер вынужден подчиниться врачу, выпуская его вместе с деньгами и Лорой, в которую искренне влюблён. Выйдя на улицу, Мэтсон и Лора садятся в машину грабителей и уезжают, однако уже во время движения с заднего сидения поднимается один из бандитов, который, угрожая оружием, требует отдать деньги ему. Пока Лора управляет машиной, Мэтсон, улучив момент, набрасывается на бандита и в драке убивает его, сломав шейные позвонки. Затем Мэтсон успокаивает Лору, говоря, что дал Уилеру совершенно безопасные таблетки вроде аспирина, и тому ничего не угрожает. Однако разволновавшаяся Лора теряет контроль над дорогой и врезается в грузовик. Хотя их машина полностью выходит из строя, Лора и Мэтсон отделываются лёгкими ушибами. В отношении же мёртвого бандита Мэтсон сообщает прибывшей полиции, что они не знают его и просто согласились подвезти по его просьбе. Затем доктор убеждает полицейских, что смерть их попутчика наступила в результате аварии, на что указывает и характер полученных травм. Поверив доктору на слово, полицейские отпускают его и Лору, которые якобы опаздывают на самолёт. Между тем в ближайшем магазине они покупают подержанный автомобиль и направляются в Мексику. Лора говорит Мэтсону, что любит его, однако Мэтсон держится с ней дружелюбно, но холодно. Тем временем Уилер выстраивает план погони за Мэтсоном и Лорой. Через полицию он узнаёт об аварии, срочно посылая на место Олли, который вскоре выясняет, что пара купила подержанный автомобиль, на котором отправилась в сторону Мексики.
После пересечения мексиканской границы Мэтсон и Лора арендуют небольшой частный самолёт, на котором собираются долететь до Мехико. Однако во время полёта у самолёта ломается насос, и он вынужден совершить экстренную посадку в пустынном месте вдали от городов. Вечером, когда Мэтсон и Лора вместе с пилотом сидят у костра к ним подходит местный священник, отец Морено (Бэзил Руисдейл), который видел, как садится их самолёт. Он предлагает им пищу, а затем обманом прогоняет братьев Моралесов, Франсиско (Родолфо Акоста) и Антонио (Маргартито Луна), бандитов, которые пришли с намерением ограбить богатых американских туристов. Некоторое время спустя к костру подъезжает капитан Родригес (Джордж Дж. Льюис) с взводом солдат, который предлагает отвезти пилота в город, где тот мог бы купить запчасти для починки самолёта. На следующее утро отец Морено привозит Лору и Мэтсона в ближайшую деревню. Догадавшись, что Мэтсон является врачом, Морено просит его помочь больной 11-летней девочке. Мэтсон, который до того пытался скрыть свою профессию, нехотя соглашается. Однако появление Мэтсона у больной девочки приводит к стычке с местной знахаркой Каталиной (Эмма Ролдан), которая почувствовала в докторе угрозу своему положению. Однако, пока Мэтсон и Морено разбирались со знахаркой, девочка умерла. Вернувшись к Лоре, Мэтсон вспоминает, как однажды он безуспешно пытался спасти жизнь любимой женщине, после чего, вероятно, стал избегать любовных привязанностей. Вскоре по просьбе одного из местных парней по имени Сантьяго (Роберт Эспиноза) Мэтсон поднимает на ноги заболевшую лошадь. Некоторое время спустя, отдыхая на пляже, Лора говорит Мэтсону, что мечтает остаться жить в этой деревне, и не ехать в Мехико, как он хотел. Вскоре прилетает самолёт, чтобы доставить пару в Мехико, однако Лора категорически отказывается лететь. Уже собравшийся в дорогу Мэтсон, глядя на Лору и местных детей, начинает сомневаться, и в последний момент отказывается от полёта. Тем временем Олли находит перевозившего Лору и Мэтсона пилота, который сообщает, что они направлялись в Мехико. В течение нескольких недель Мэтсон разворачивает в деревне настоящий полевой госпиталь, куда начинают стекаться больные со всей округи, а Родригес и Морено доставляют из города материалы и медикаменты для больницы. Вскоре в деревне появляются пьяные братья Моралесы со своей бандой, которые пытаются приставать к Лоре однако ей удаётся убежать и скрыться в больнице. Моралесы появляются в больнице в тот момент, когда Мэтсон делает операцию, прерывая его работу. Когда Сантьяго становится на защиту врача, один из Моралесов стреляет в него, после чего бандита убивают своевременно появившиеся солдаты Родригеса. Вечером, когда Мэтсон заканчивает лечение Сантьяго, к нему обращается отец Морено, сообщая, что до него дошло письмо, которое Уилер направил на адрес Лоры. Мэтсон понимает, что скоро бандиты доберутся до них, и решает вернуть Уилеру деньги, после чего обещает Морено вернуться в деревню и жениться на Лоре. Лора и Мэтсон едут в Лос-Анджелес. Перед встречей с Уилером Мэтсон признаётся Лоре в любви, добавляя, что даже если ему суждено умереть, то он умрёт с сознанием того, что она наполнила его жизнь смыслом. Когда после звонка Мэтсон поднимается в квартиру Уилера, то видит, что Олли застрелил Уилера во время спора из-за денег и теперь намеревается убить Мэтсона и забрать все деньги себе. По приказу Олли Мэтсон достаёт из сумки деньги, выкладывая их на стол. На самом дне у Мэтсона лежит револьвер, из которого он стреляет прямо сквозь сумку, убивая Олли наповал. Бросив деньги в квартире, Мэтсон возвращается к Лоре, которая ожидает его в уличном кафе напротив. Затем Мэтсон отправляется в авиакомпанию, чтобы купить билеты для возвращения в Мексику, однако когда он переходит дорогу, не обратив внимания на одностороннее движение, его сбивает насмерть проезжающий автомобиль.

## В ролях
- Джеймс Мейсон — доктор Фрэнк Мэтсон
- Марта Торен — Лора Торсен
- Дэн Дьюриа — Джон Уилер
- Бэзил Руисдейл — отец Морено
- Уильям Конрад — Олли
- Родолфо Акоста — Франсиско Моралес
- Роберт Эспиноза — Сантьяго
- Тито Ренальдо — Хэнк Моралес
- Маргартито Луна — Антонио Моралес
- Эмма Ролдан — Каталина
- Джордж Дж. Льюис — капитан Родригес
- Кеннат Тоби — коп на второй аварии (в титрах не указан)

## Создатели фильма и исполнители главных ролей
Это был первый американский фильм аргентинского режиссёра Уго Фрегонезе, который в течение последующих пяти лет поставил в Голливуде одиннадцать картин, среди которых вестерны «Бродяга в седле» (1950) и «Барабаны апачей» (1951), приключенческий экшн «Дующий ветер» (1953), а также фильмы нуар «Человек на чердаке» (1953) и «Чёрный вторник» (1954). Британский актёр Джеймс Мейсон на рубеже 1940-50-х годов сыграл в целой серии драм нуаровой направленности, таких как «Выбывший из игры» (1947), «Момент безрассудства» (1949), «Пленница» (1949), «Пять пальцев» (1952) и «Человек посередине» (1953). Шведская актриса Марта Торен в период с 1948 по 1952 год сыграла в 11 голливудских фильмах, наиболее значимые среди которых приключенческие криминальные драмы «Касбах» (1948), «Полк негодяев» (1949) и «Сирокко» (1951), также фильмы нуар "Человек, который следил за проходящими поездами» (1952) и «Назначение: Париж» (1952), после чего 1953 году вернулась в Европу, где продолжала сниматься до 1957 года, когда скоропостижно скончалась от кровоизлияния в мозг в возрасте 31 года. Звезда фильмов нуар Дэн Дьюриа сыграл свои самые заметные роли в таких фильмах жанра, как «Женщина в окне» (1944), «Улица греха» (1945), «Чёрный ангел» (1946), «Крест-накрест» (1949), «Слишком поздно для слёз» (1949), «Джонни-стукач» (1949), «Криминальная история» (1950) и «Взломщик» (1957), а также в вестернах «Винчестер 73» (1950) и «Серебряная жила» (1954).

## Оценка фильма критикой

### Общая оценка фильма
После выхода фильма на экраны он получил весьма сдержанную оценку от обозревателя «Нью-Йорк Таймс» Босли Кроутера, назвавшего его «стандартной романтической мелодрамой» с «живописными сценами и людьми по ту сторону границы». Кроутер отметил, что «как и его название, фильм слишком очевиден и не особенно увлекателен», обратив внимание на «фаталистический характер» как главного героя, так и «отчасти его подруги».
Современный историк кино Спесер Селби назвал картину «мрачным фаталистическим нуаром с хорошей игрой некоторых актёров», в котором, по словам Хэла Эриксона, герой фильма, «понимая с самого начала, что он обречён, выдаёт такую массу фаталистической философии», что хочется, чтобы Лора закричала: «Ну, хватит уже!». По мнению историка кино Майкла Кини, «фильм начинается достаточно многообещающе, но затем превращается в скучную мелодраму, которую не спасет даже Дьюриа». Кинокритик Эндрю Уиклифф назвал картину «ещё одним не очень умным фильмом, который можно было бы назвать „Доктор в сомбреро“». По мнению Уиклиффа, «всё в этой картине довольно стандартно», и лишь «Мейсон и Дьюриа (на удивление сильный в роли мафиозного босса) добавляют ему энергии». Критик отмечает, что «быстрое начало с хитрым обманом великолепно», однако затем, начиная «с побега в Мексику, история теряет свой импульс и тянет оставшуюся часть фильма в болото». Уиклифф полагает, что «предсказумое и немного скучное пребывание в Мексике является рядовым фильмом категории В, но никак не нуаром», а «возвращение в Лос-Анджелес, к сожалению, окончательно портит весь фильм». Во-первых, «изначально не понята сама цель этой поездки», и, кроме того, «финал настолько глуп, насколько только это возможно». Если бы не это «ужасное окончание, фильм был бы немного лучше», а в таком виде он остался «стандартным фильмом категории В, хотя и имел потенциал на большее», — заключает Уиклифф.

### Оценка работы режиссёра и творческой группы
По мнению Кроутера, в неудаче фильма во многом «виноват сценарий, согласно которому наш герой колеблется между криминальной жизнью и возрождением через женскую любовь и честную, но неприбыльную практику», а Уиклифф считает, что другая «большая проблема заключена в режиссёре Фрегонезе, который настолько неинтересен как в композиционном плане, так и в плане работы с актёрами, что трудно поверить в его способность исправить проблемы сценария».

### Оценка актёрской игры
Кроутер охарактеризовал Мейсона «в роли Дока как бесповоротно мрачного гражданина, который, кажется, странным образом неуместным как среди гангстеров, так и среди мексиканских крестьян». По мнению критика, в этой картине «Мейсон повторил свою роль неудачливого доктора, которую он незадолго до того сыграл в фильме „Пленница“ (1949)», а Эриксон заключил, что «Мейсон исполняет в фильме главную роль, которая является вариацией его роли в картине „Выбывший из игры“ (1947)». Что касается игры других актёров, то, по мнению Кроутера, «Дьюриа создаёт стандартный образ главаря банды», «Марта Торен добавляет красивый и достаточной тонкий образ героини, а Бэзил Рюсдейл и Уильям Конрад грамотны в соответствующих ролях мексиканского священника и бандита». Уиклифф считает, что «Мейсон хорош в начале и в конце и неплох в середине», хотя ему в этом фильме «не с чем работать». Торен, по его мнению, «посредственна и неинтересна», однако «настоящим сюрпризом стал Уильям Конрад в роли одного из гангстеров, который великолепен в нескольких сценах».